# Utricularia paulineae
Utricularia paulineae este o specie de plante carnivore din genul Utricularia, familia Lentibulariaceae, ordinul Lamiales, descrisă de A. Lowrie. Conform Catalogue of Life specia Utricularia paulineae nu are subspecii cunoscute.